# Top Gear (videojoc)
Top Gear (Top Racer al Japó), és un videojoc de curses de l'any 1992 per la Super NES, publicat per Kemco i fet per Gremlin Graphics. Aquest videojoc és el primer de la saga Top Gear. El joc va ser un dels primers títols llançats per la SNES. L'objectiu del joc és que el jugador esdevingui el conductor més ràpid del món, travessant amb els competidors diversos països.

## Jugabilitat
Quan els jugadors comencen el joc, poden escollir unes quantes opcions i modes, fins i tot poden introduir el nom del pilot, una tria de quatre sistemes de comandament, una tria entre la transmissió automàtica i manual del cotxe, i una tria de qualsevol dels quatre únics cotxes. Durant la carrera, el jugador haurà de controlar les marxes (si s'ha triat la transmissió manual). El jugador té el control de tres "nitros", que fan que el jugador pugui augmentar la velocitat momentàniament en un vehicle. El joc té un sistemes de desar les partides amb contrasenyes.

## Cotxes
Cannibal (vermell) - El Cannibal és el cotxe disponible més ràpid, això no obstant, té poca acceleració en comparació amb els altres cotxes, i té poca eficiència en l'aprofitament de la gasolina.
Sidewinder (blanc) - El Sidewinder és el cotxe disponible amb més eficiència sobre l'aprofitament del carburant, i també el més ràpid en l'acceleració.
Razor (lila) - El Razor és un cotxe mitjà en termes de velocitat màxima, i té poca acceleració, lent els canvis de marxes, i consumeix més ràpid la gasolina que el Weasel.
Weasel (blau) - El Weasel és com el Razor en termes de la velocitat màxima, però és rapid accelerant, més ràpid en els canvis de marxes, i millor eficiència en la consumició del carburant que el Razor.

## Continuacions
Super NES:
- Top Gear 2
- Top Gear 3000

Sega Mega Drive
- Top Gear 2

Commodore Amiga
- Top Gear 2

Nintendo 64:
- Top Gear Rally
- Top Gear Rally 2
- Top Gear Overdrive
- Top Gear Hyper Bike

Game Boy Color:
- Top Gear Rally
- Top Gear Pocket (Top Gear Rally a Europa)
- Top Gear Pocket 2 (Top Gear Rally 2 a Europa)

Game Boy Advance:
- Top Gear GT Championship
- Top Gear Rally

PlayStation 2:
- Top Gear Dare Devil

Xbox:
- Top Gear RPM Tuning

Nintendo DS:
- Top Gear: Downforce